# جوزيبي بيلا
جوزيبي بيلا (18 أبريل 1902 - 31 مايو 1981) سياسي إيطالي مسيحي ديمقراطي شغل منصب رئيس الوزراء الحادي والثلاثين لإيطاليا من 1953 إلى 1954. كما شغل منصب وزير الخزانة والميزانية والشؤون الخارجية خلال الخمسينيات وأوائل الستينيات. شغل بيلا منصب رئيس البرلمان الأوروبي من عام 1954 إلى عام 1956 بعد وفاة ألكيد دي جاسبري. يُعتبر بيلا على نطاق واسع أحد أهم السياسيين في تاريخ إيطاليا بعد الحرب. أثرت سياساته الاقتصادية والنقدية التحررية بشدة على إعادة الإعمار الإيطالية والمعجزة الاقتصادية الايطالية اللاحقة.

## النشأة والعمل
ولد جوزيبي بيلا في فالدينغو في بيدمونت.  بعد حصوله على شهادة المدرسة الابتدائية من القطاع الخاص، التحق بالمدارس الفنية في بييلا لمدة ثلاث سنوات ثم معهد المحاسبة في تورين. بعد تخرجه في الاقتصاد والتجارة في المعهد الملكي العالي في تورين عام 1924، أصبح أستاذًا للمحاسبة في جامعة سابينزا في روما وجامعة تورين. كما بدأ العمل كمستشار ضريبي ومدقق حسابات.
في ظل نظام بينيتو موسوليني، أُجبر بيلا على الانضمام إلى الحزب الوطني الفاشي (PNF)، لمواصلة عمله كمستشار ضريبي وأستاذ جامعي. بصفته فاشيًا، تم تعيينه عضوًا في مجلس إدارة معهد مقاطعة بييلا للثقافة الفاشية ومستشارًا لبلدية بييلا. في أواخر الثلاثينيات من القرن الماضي، تم تعيينه نائبًا لبوديستا في بييلا، مهمته إعادة تنظيم النظام المالي للمدينة.
في عام 1934، تزوج بيلا من إينيس ماريا كاردول، وأنجب منها ابنة اسمها واندا  عام 1938.
خلال الحرب الأهلية الإيطالية، بدأ بيلا التعاون مع لجنة التحرير الوطنية (CLN)، وهي منظمة مظلة سياسية والممثل الرئيسي لحركة المقاومة الإيطالية التي تقاتل ضد الاحتلال الألماني لإيطاليا في أعقاب هدنة كاسيبيل. بعد نهاية الحرب العالمية الثانية، انضم إلى الحزب الديمقراطي المسيحي، بقيادة ألكيد دي جاسبري، وأصبح أحد الأعضاء الرئيسيين في الجناح اليميني للحزب. بعد الانتخابات العامة لعام 1946، أصبح عضوًا في الجمعية التأسيسية لإيطاليا. في يوليو 1946، تم تعيينه وكيل وزارة المالية في الحكومتين الثانية والثالثة لدي جاسبري. في 6 يونيو 1947، عيّنه دي جاسبري وزيراً للمالية في حكومته الرابعة.

### وزارة الخزانة والميزانية الحكومية
من مايو 1948 حتى يناير 1954، شغل بيلا منصب وزير الموازنة تحت رئاسة الوزراء ألكيد دي جاسبري. علاوة على ذلك، من مايو 1948 حتى يوليو 1951 ومرة أخرى من فبراير 1952 إلى أغسطس 1953، شغل أيضًا منصب وزير الخزانة.  كوزير، طبق سياسات ليبرالية ونقدية، تميزت برأسمالية قوية قائمة على عدم التدخل، الأمر الذي أكسبه عداوة الحزب الشيوعي الإيطالي (PCI) والحزب الاشتراكي الإيطالي (PSI)، فضلاً عن انتقادات لاذعة من أعضاء يسار الديمقراطية المسيحية. - الجناح مثل جوزيبي دوسيتي وجورجيو لا بيرا. كان الخبراء الأمريكيون في خطة مارشال، الذين وصلوا إلى روما للتحقق من استخدام أموال الخطة، قلقين من أنه لم يتم إنفاق دولار واحد على سياسة الإنفاق العام على غرار روزفلت: فقد تم استخدام الأموال في الواقع حصريًا لإعادة النظام إلى المالية العامة واستقرار الموازنة العامة للدولة على غرار فكر لويجي إينودي.

## رئيس وزراء إيطاليا

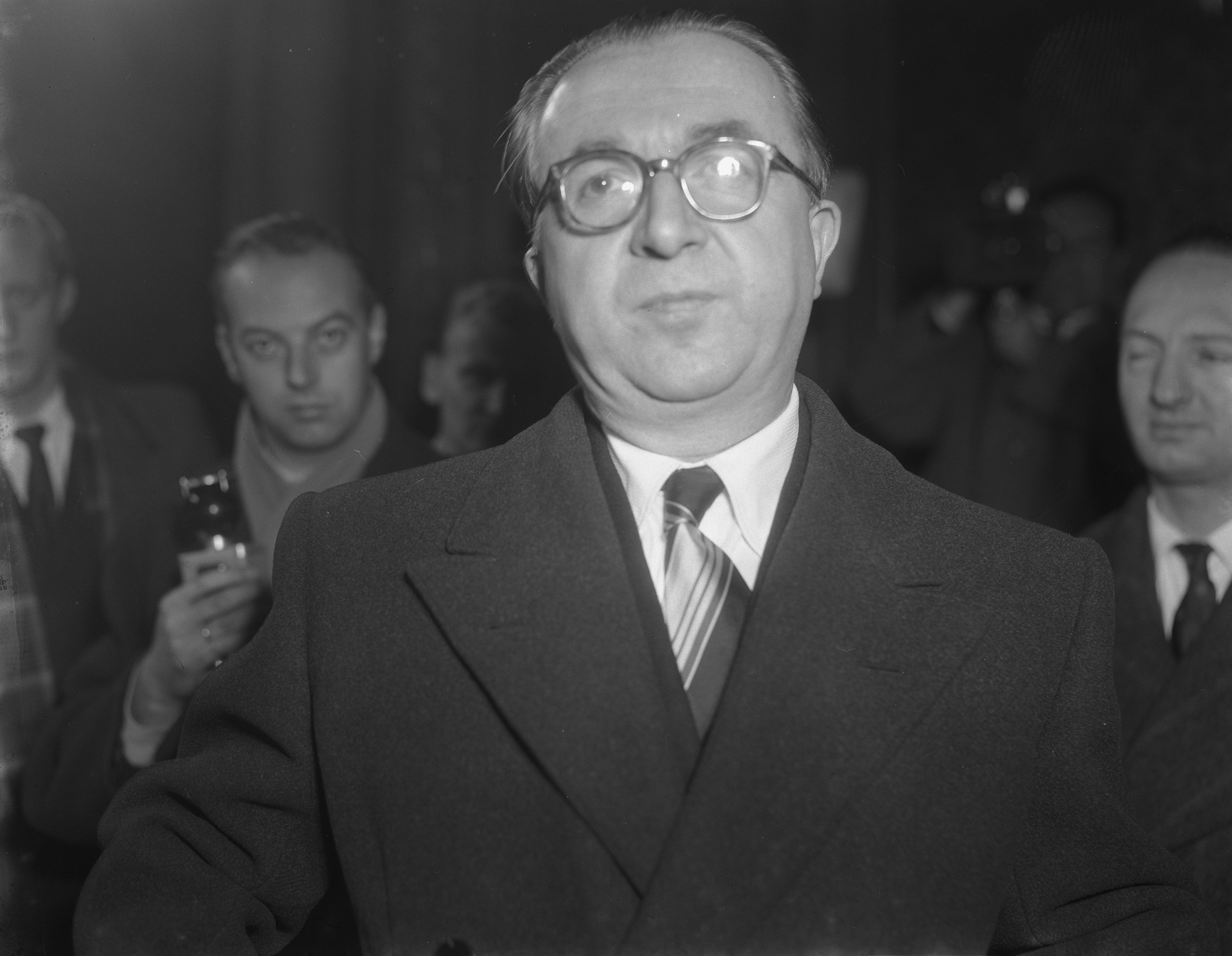
جوزيبي بيلا عام 1953

تميزت الانتخابات العامة لعام 1953 بتغييرات في قانون الانتخابات. حتى إذا ظل الهيكل العام غير فاسد، فقد قدمت الحكومة مكافأة إضافية تتمثل في ثلثي المقاعد في مجلس النواب للائتلاف الذي سيحصل على الأغلبية المطلقة من الأصوات. عارض التغيير بشدة أحزاب المعارضة وكذلك شركاء التحالف الأصغر في العاصمة، الذين لم تكن لديهم فرصة واقعية للنجاح في ظل هذا النظام. كان القانون الجديد يسمى قانون الاحتيال من قبل منتقديه،  بما في ذلك بعض المنشقين عن الأحزاب الحكومية الصغيرة الذين أسسوا مجموعات معارضة خاصة لإنكار الانهيار الأرضي المصطنع للديمقراطية المسيحية.
في انتخابات 7 يونيو، فاز الائتلاف الحكومي بنسبة 49.9٪ من الأصوات الوطنية، أي بضعة آلاف فقط من الأصوات من عتبة الأغلبية العظمى، مما أدى إلى توزيع نسبي عادي للمقاعد. من الناحية الفنية، فازت الحكومة في الانتخابات، وفازت بأغلبية عاملة واضحة من المقاعد في كلا المجلسين، لكن الإحباط من الفشل في الفوز بأغلبية ساحقة تسبب في توترات كبيرة في الائتلاف الرائد، الذي انتهى في 2 أغسطس، عندما أجبر دي جاسبري على الاستقالة من قبل البرلمان . في 17 أغسطس، عين الرئيس إيناودي بيلا رئيسًا جديدًا للوزراء. تم على الفور تسمية مجلس الوزراء بيلا باسم «الحكومة الإدارية»، بهدف وحيد هو الموافقة على قانون الميزانية. كرئيس للوزراء، عمل أيضًا وزيرًا مؤقتًا للميزانية والشؤون الخارجية .
اكتسب جوزيبي بيلا  المزيد من النقاد عندما قام بإصدار إعلانات قومية بإحداث صراع مع جوزيب بروز تيتو فيما يتعلق بإقليم ترييستي الحر . أعلن الديكتاتور اليوغوسلافي أنه كان سيغزو ترييستي إذا كان الأمريكيون قد خصصوها لإيطاليا. ثم هدد بيلا بإرسال قوات إلى الحدود الشرقية ردًا على استفزاز تيتو. عادت الأزمة التي يمكن أن تؤدي إلى مواجهة عسكرية مرة أخرى بعد جهود دبلوماسية عديدة من قبل القوى الغربية. أثار تدخله ردود فعل معاكسة في البرلمان وفي الصحافة: دعمه الحزب الوطني الملكي (PNM) والحركة الاجتماعية الإيطالية الفاشية الجديدة (MSI) بقوة، بينما اتهمته الأحزاب اليسارية، وخاصة الشيوعيين، بالقومية ومعاداة- الشيوعية. ظل الكثير من حزبه على الحياد، ويرجع ذلك جزئيًا إلى رغبة حكومتي الولايات المتحدة والمملكة المتحدة في الحفاظ على علاقات جيدة مع يوغوسلافيا حتى على حساب معاقبة إيطاليا. ومع ذلك، وصفت وسائل الإعلام بيلا بأنه وطني ورجل دولة شجاع. قدر الكثير من الرأي العام سياساته.
في 12 يناير 1954، بعد 5 أشهر فقط في السلطة، أجبرت المواجهة القوية مع العديد من أعضاء العاصمة بشأن تعيين سالفاتور ألديسيو وزيرًا جديدًا للزراعة، بيلا على الاستقالة. 

## بعد رئاسة الوزراء

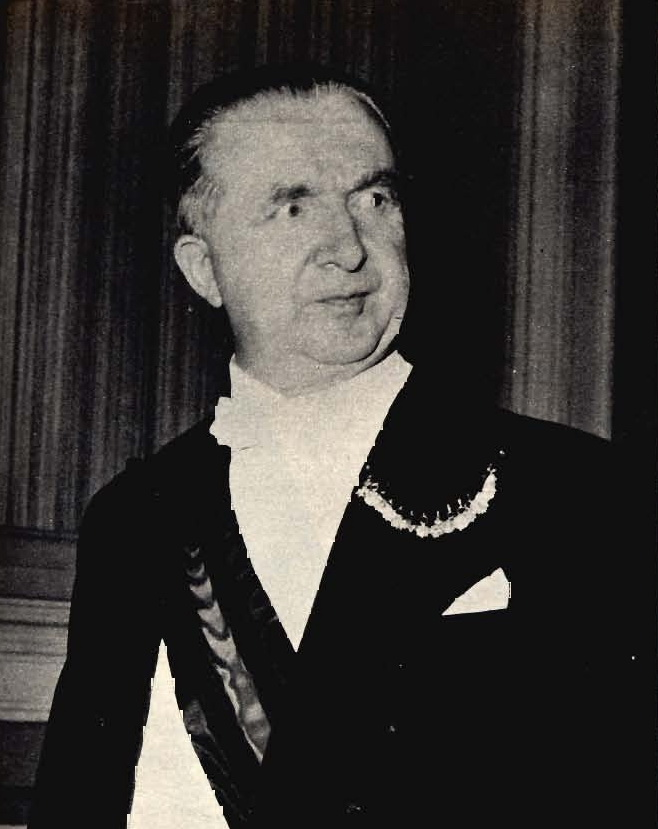
جوزيبي بيلا عام 1961

بعد نهاية حكومته، في نوفمبر 1954، تم انتخاب بيلا رئيسًا للجمعية المشتركة، الجمعية العامة للمجموعة الأوروبية للفحم والصلب (ECSC)، والتي كانت تعتبر النموذج الأولي للبرلمان الأوروبي. شغل المنصب حتى نوفمبر 1956. تم تحديد رؤيته المؤيدة لأوروبا بوضوح في خطاب التنصيب كرئيس، حيث أكد الحاجة إلى إنشاء أوروبا «مستوحاة من مفهوم التفوق القومي، وليس ضد الدول ولكن من خلال التعاون الصادق بين الدول». وبعد سنوات قليلة، وفي حديثه عن السنوات التي قضاها في رئاسة المؤسسة الأوروبية، قال إنه يتولى منصبه دائمًا «بتصميم على متابعة الخطة الإستراتيجية لنقل السيادة التدريجي من الدول الأعضاء إلى المؤسسات الأوروبية».
في عام 1954، أسس، مع جوليو أندريوتي، فصيلًا يمينيًا من الديمقراطية المسيحية، عُرف باسم «التركيز». في عام 1955 كان أحد صانعي الملوك في انتخاب جيوفاني جرونشي لرئاسة الجمهورية، ضد سيزار مرزاغورا، الذي اقترحه سكرتير الحزب الديمقراطي المسيحي أمينتور فانفاني . اكتسبت خطوة بيلا وأندريوتي دعمًا مفاجئًا من الأحزاب الشيوعية والاشتراكية، فضلاً عن الحركات الملكية والفاشية الجديدة. بعد أن أدى جرونشي اليمين، اعتبر بيلا المرشح الطبيعي لرئاسة الوزراء، لكن الرئيس الجديد للجمهورية عين أنطونيو سيجني .
في مايو 1957، شغل بيلا منصب وزير الخارجية في حكومة أدون زولي، وشغل أيضًا منصب نائب رئيس الوزراء. تولى منصب وزير الخارجية مرة أخرى في عهد سيجني، من فبراير 1959 حتى مارس 1960،  ووزير الموازنة في حكومة فانفاني الثالث من يوليو 1960 إلى فبراير 1962.
كان معارضاً قوياً لتحالف فنفاني مع الحزب الاشتراكي، منذ عام 1962 قرر التنحي جانباً. في السنوات اللاحقة، أصبح رئيسًا للجنة الشؤون الخارجية في مجلس الشيوخ من 18 يوليو 1968 إلى 23 فبراير 1972، وعاد لفترة وجيزة إلى الحكومة كوزير للمالية في حكومة جوليو أندريوتي الأولى من فبراير إلى يونيو 1972، والتي فشلت مع ذلك في كسب الثقة من قبل البرلمان.
بعد تركه السياسة عام 1976، واصل دوره كرئيس «الرابطة الوطنية لمعاهد التأمين» و «جمعية المستشارين والمحاسبين الضريبيين». كما قاد "Piemonte Italia"، وهو معهد ترويجي للدراسات حول الاقتصاد الإقليمي، والذي أسسه في الستينيات.

## التاريخ الانتخابي
| الانتخاب | الممصب              | الدائرة                  | الحزب | الحزب   | الأصوات | نتيجة |
| -------- | ------------------- | ------------------------ | ----- | ------- | ------- | ----- |
| 1946     | الجمعية التأسيسية   | تورينو - نوفارا - فرشيلي |       | العاصمة | 25632   | ☑     |
| 1948     | مجلس النواب         | تورينو - نوفارا - فرشيلي |       | العاصمة | 50814   | ☑     |
| 1953     | مجلس النواب         | تورينو - نوفارا - فرشيلي |       | العاصمة | 68864   | ☑     |
| 1958     | مجلس النواب         | تورينو - نوفارا - فرشيلي |       | العاصمة | 112،759 | ☑     |
| 1963     | مجلس النواب         | تورينو - نوفارا - فرشيلي |       | العاصمة | 95739   | ☑     |
| 1968     | مجلس شيوخ الجمهورية | موندوفي                  |       | العاصمة | 51،250  | ☑     |
| 1972     | مجلس شيوخ الجمهورية | موندوفي                  |       | العاصمة | 52141   | ☑     |

## الملاحظات
1. 1 2  Dizionario Biografico degli Italiani | Giuseppe PELLA (بالإيطالية), 1960, QID:Q1128537
2. ↑  storia.camera.it (بالإيطالية), QID:Q28025846
3. ↑  Harris M. Lentz (2014). Heads of States and Governments Since 1945. Routledge. ص. 440–43. ISBN:9781134264902. مؤرشف من الأصل في 2022-06-23.
4. ↑  D. Ivone, "Giuseppe Pella e la politica liberista nella ricostruzione economica del secondo Dopoguerra." Rivista internazionale di storia della banca (1982): vol 24-25 pp 104-20.
5. ↑  Giuseppe Pella – Treccani نسخة محفوظة 2022-03-30 على موقع واي باك مشين.
6. ↑  Giuseppe Pella fascista نسخة محفوظة 2022-03-31 على موقع واي باك مشين.
7. ↑  Giuseppe Pella al matrimonio della figlia نسخة محفوظة 2020-03-29 على موقع واي باك مشين.
8. ↑  Comitato di Liberazione Nazionale – CLN نسخة محفوظة 2022-01-28 على موقع واي باك مشين.
9. ↑  Giuseppe Pella – Senato della Repubblica نسخة محفوظة 2020-03-29 على موقع واي باك مشين.
10. ↑  Il Governo De Gasperi IV, Governo.it نسخة محفوظة 2015-09-24 على موقع واي باك مشين.
11. ↑  VIII Governo De Gasperi, Governo.it نسخة محفوظة 2021-11-19 على موقع واي باك مشين.
12. ↑  VII Governo De Gasperi, Governo.it نسخة محفوظة 2022-01-23 على موقع واي باك مشين.
13. ↑  Giuseppe Pella. Un liberista cristiano نسخة محفوظة 2020-03-29 على موقع واي باك مشين.
14. ↑  "Giuseppe Pella, ecco chi era costui", Milano Finanza
15. ↑  Also its parliamentarian exam had a disruptive effect: "Among the iron pots of political forces that faced in the Cold War, Senate cracked as earthenware pot": Buonomo، Giampiero (2014). "Come il Senato si scoprì vaso di coccio". L'Ago e Il Filo. مؤرشف من الأصل في 2016-03-24. اطلع عليه بتاريخ 2020-03-29.
16. ↑  Mattarella cita Einaudi e l'incarico a Pella: fu il primo governo del presidente نسخة محفوظة 2021-09-10 على موقع واي باك مشين.
17. ↑  Il governo del Presidente Pella نسخة محفوظة 2020-03-29 على موقع واي باك مشين.
18. ↑  Pella replica alle minacce di Tito نسخة محفوظة 2020-03-29 على موقع واي باك مشين.
19. ↑  Giuseppe Pella e la questione di Trieste نسخة محفوظة 2022-06-18 على موقع واي باك مشين.
20. ↑  La strada per Osimo: Italia e Jugoslavia allo specchio نسخة محفوظة 2022-06-20 على موقع واي باك مشين.
21. ↑  Crisi tra Jugoslavia e Italia sulla questione di Trieste نسخة محفوظة 2020-03-29 على موقع واي باك مشين.
22. ↑  Governo Pella, Governo.it نسخة محفوظة 2021-11-19 على موقع واي باك مشين.
23. ↑  Cattolico e risorgimentale, Pella e il caso di Trieste نسخة محفوظة 2021-09-10 على موقع واي باك مشين.
24. ↑  Presidents of the European Parliament 1952 to 1979 نسخة محفوظة 2020-03-29 على موقع واي باك مشين.
25. ↑  "Giuseppe Pella (1902–1981)", 2012, page 77
26. ↑  "Giuseppe Pella (1902–1981)", 2012, page 15
27. ↑  Intanto nella DC (1953–1958) نسخة محفوظة 2020-03-29 على موقع واي باك مشين.
28. ↑  "Danger on the Left", تايم, 9 May 1955.
29. ↑  Governo Zoli, Governo.it نسخة محفوظة 2022-01-23 على موقع واي باك مشين.
30. ↑  Governo Segni II, Governo.it نسخة محفوظة 2022-04-03 على موقع واي باك مشين.
31. ↑  Governo Fanfani III, Governo.it نسخة محفوظة 2022-04-03 على موقع واي باك مشين.
32. ↑  Composizione del Governo Andreotti I, Senato della Repubblica نسخة محفوظة 2020-03-29 على موقع واي باك مشين.

## روابط خارجية
قالب:Deputy Prime Ministers of Italy
قالب:EuroparlPres